# Un jour viendra (mini-série)
Pour les articles homonymes, voir Un jour viendra.
Un jour viendra (Se un giorno busserai alla mia porta) est un feuilleton télévisé dramatique en quatre épisodes en coproduction Italie-Allemagne de l'Ouest-France réalisé par Luigi Perelli et sorti en 1986.

## Synopsis
Livia, une actrice reconnue, néglige sa fille Claudia en raison de ses engagements professionnels constants, jusqu'au jour où elle découvre qu'elle est toxicomane. Dès lors, la mère est confrontée à la situation désespérée de sa fille.

## Fiche technique
- Titre original italien : Se un giorno busserai alla mia porta[1]
- Titre français : Un jour viendra
- Titre allemand : Tochter, liebe Tochter
- Réalisateur : Luigi Perelli
- Scénario : Nicola Badalucco
- Musique : Manuel De Sica
- Décors : Giuseppe Mangano (it)
- Sociétés de production : Rai 1, France 3, Süddeutscher Rundfunk
- Pays de production :  Italie,  France,  Allemagne de l'Ouest
- Langue originale : italien
- Format : Couleurs - 1,33:1
- Durée : 100 minutes (version courte) / 300 minutes (version longue en 4 épisodes)
- Genre : Drame
- Dates de sortie :
  - Italie : du 30 novembre 1986 au 7 décembre 1986

## Distribution
- Virna Lisi : Livia Bandini
- Mathilda May : Claudia Bandini
- Jean-Pierre Cassel : Massimo
- Massimo Bonetti : Nino
- Claudio Botosso : Vincenzo
- Cesare Di Vito :
- Marika Ferri :
- Irène Fischer :
- Clelia Fradella :
- Piero Gerlini :
- Paolo Rovesi :
- Fabio Testi :
- Laura Troschel :
- Elsa Vazzoler :
- Duccio Camerini :